# Boaty McBoatface
Le Boaty McBoatface est le leader de l'Autosub Long-Range Class  de robot sous-marin autonome (AUV, pour Autonomous Underwater Vehicle en anglais). Il est utilisé pour la recherche scientifique et est embarqué sur le navire océanographique RRS Sir David Attenborough. Boaty McBoatface appartient au Natural Environment Research Council (Conseil de la recherche sur l’environnement naturel) (NERC) et est exploité par le British Antarctic Survey (BAS). En raison de sa complexité et de son étendue, le NERC le classe comme un véhicule autonome à longue portée.

## Histoire
L'engin a fait l'objet d'essais en mer avancés en 2016. Son voyage inaugural a eu lieu le 3 avril 2017 afin d'étudier de quelle façon l'eau de fond de l'Antarctique quittait la mer de Weddell et pénétrait dans l'océan Austral par le passage des Orcades, au sud du Chili. Au cours de cette expédition, qui faisait partie d’un projet mené en collaboration avec l’Université de Southampton, le National Oceanography Centre (en), le British Antarctic Survey, l'Institut océanographique de Woods Hole et l’Université de Princeton, Boaty McBoatface a parcouru 180 km à des profondeurs 4.000 mètres et collecté des données sur la température, la salinité et la turbulence de l’eau. Combinées aux mesures recueillies par le RRS James Clark Ross, les données suggèrent que les vents au-dessus de l'océan Austral se sont renforcés, entraînés par le trou dans la couche d'ozone au-dessus de l'Antarctique et l'augmentation des gaz à effet de serre, ils ont accru la turbulence des eaux océaniques profondes, conduisant à un mélange accru d'eau froide et chaude.
Selon l’océanographe Eleanor Frajka-Williams  du National Oceanography Centre (en) (NOC), (sic) il s’agit du nouveau processus unique qui permet de rapidement échanger de l’eau entre le froid et le chaud, puis de répartir l’effet des différentes propriétés de l’eau sur une plus grande surface. les processus mieux connus qui mélangent les eaux de surface chaudes avec les eaux froides des grands fonds. Cette action réchauffe rapidement l’eau froide, ce qui contribue à l’élévation du niveau de la mer, car l’eau devient moins dense à mesure qu’elle se réchauffe. Cette action récemment découverte n’a pas encore été incluse dans les modèles de prévision de l’élévation du niveau de la mer et de l’effet du changement climatique sur l’océan. Les résultats ont été publiés dans les Proceedings of the National Academy of Sciences (PNAS).

### Source
- (en) Cet article est partiellement ou en totalité issu de l’article de Wikipédia en anglais intitulé « Boaty McBoatface » (voir la liste des auteurs).